# Леопольд Клеменс Карл Лотарингский
Леопольд Клеменс Карл Лотарингский (нем. Leopold Clemens Karl von Lothringen; 1707 — 1723) — наследный принц Лотарингского дома.

## Биография
Родился 25 апреля 1707 года в городе Люневиль. Был третьим сыном и восьмым ребёнком в семье из тринадцати детей Леопольда I и Елизаветы Шарлотты Бурбон-Орлеанской. Его брат Франц I Стефан стал императором Священной Римской империи.
Так как к 1711 году умерли все его старшие братья, Леопольд готовился к своей будущей роли как правящий герцог Лотарингский. Уже в девять лет начал военное обучение, будучи зачисленным в 1-й пехотный полк Австрийской империи.
В 1723 году он был отправлен в Вену, чтобы находиться при Императорском дворе под присмотром двоюродного брата по отцовской линии —  Карла VI. С начавшейся в стране эпидемии оспы вернулся в родной Люневиль, где очень быстро заразился и умер 4 июня 1723 года, не оставив наследников. Был награждён орденом Золотого руна.
Леопольд Клеменс был похоронен в Герцогском склепе церкви кордельеров в Нанси. Его младший брат Франц стал новым наследным принцем, впоследствии — римским императором.